# Sea Baby
Le Sea Baby est un drone de surface naval expérimental ukrainien utilisé dans le cadre de la guerre russo-ukrainienne.

## Développement
Le drone a été développé par le service de sécurité d'Ukraine, aucune entreprise privée n'aurait été impliquée dans le développement et la production. Son développement aurait commencé peu après le début de l'invasion en février 2022,. Le prix unitaire d'un drone serait autour de 250 000 $, certains ont été financés grâce à un financement participatif.

## Caractéristiques

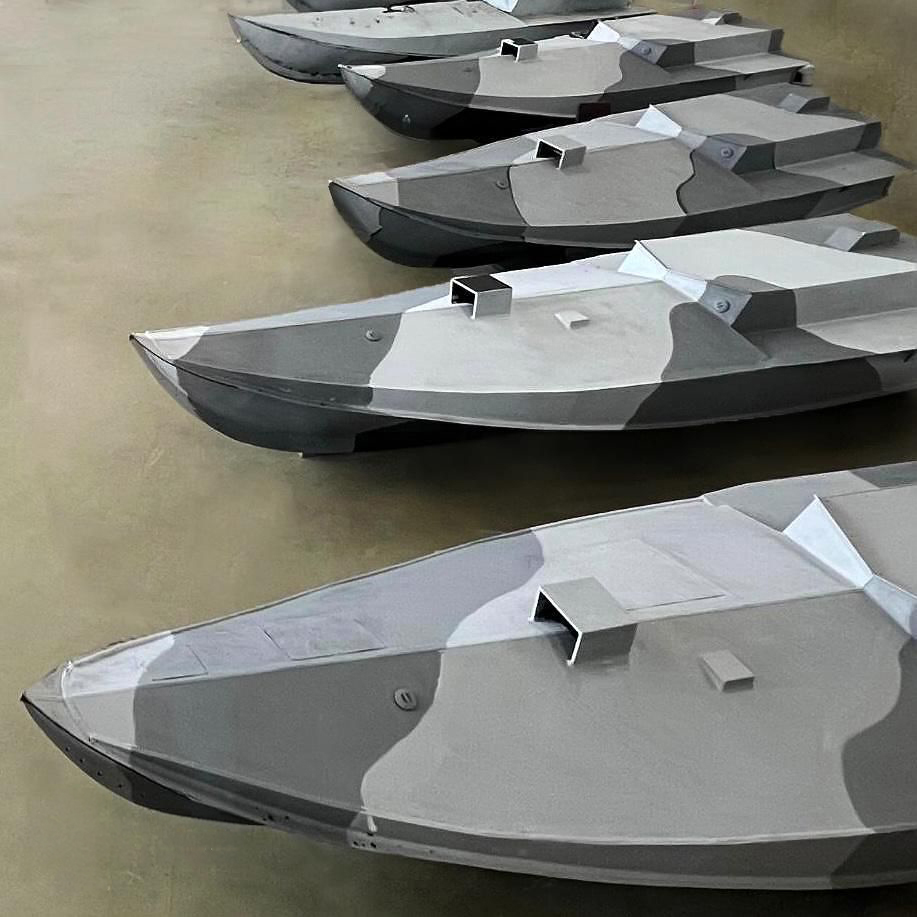
Photographie des Forces armées de l'Ukraine du drone Sea Baby.

Le Sea Baby contient une charge explosive de 850 kg,.
Il est aussi équipé de RPV-16, lance-grenades thermobariques, et de Vympel R-73,.

## Engagements
Le Sea Baby a été employé la première fois dans l'attaque du pont de Crimée en juillet 2023. Le 4 août 2023 pour une attaque sur la Base navale de Novorossiïsk.
À la mi-septembre 2023, le drone attaque un petit bâtiment lance-missiles russe, le Samum de Classe Bora, mais la Russie affirme que cette attaque a été un échec et que le drone a été détruit,. Le même jour, les Ukrainiens ont endommagé deux patrouilleurs russes.